# Out of the tunnel's mouth
Out of the tunnel’s mouth is een studioalbum van Steve Hackett uit 2010. Het album verscheen in eerste instantie als een enkele compact disc op 29 december 2010, er verscheen op 3 mei 2010 een dubbele cd met een toegevoegde cd met liveopnamen. De qua eigen composities opvolger van Wild orchids uit 2006 moest lang op zich laten wachten, Hackett was betrokken is een zeer langdurige en vervelende echtscheidingsprocedure met Kim Poor, hetgeen direct merkbaar is aan het feit dat zij nu niet meer de hoezen voor zijn albums ontwierp. Medemusici op dit album zijn natuurlijk de bandleden met wie hij in het verleden of vlak na het uitbrengen van het album ging toeren, doch drie zaken vallen op. Chris Squire van Yes speelde op twee studiotracks mee, Anthony Phillips zijn voorganger in Genesis speelde mee en tijdens de toer ontbrak zijn broer John Hackett. Meestal was John mee op tournee, doch die ging samen het muzikale pad op met Nick Magnus (album 2010 Live), de verbinding met zijn broer bleef in takt, want Magnus was ooit de toetsenist van Steve Hackett. 
De muziek van Steve Hackett is al jaren hetzelfde, massief klinkende stukken worden afgewisseld met breekbaar akoestisch getokkel, dan wel etherische geluiden op de gitaar. 

## Musici

### CD1
- Steve Hackett – gitaar, zang
- Nick Beggs – basgitaar, chapman stick
- Dick Driver – contrabas
- John Hackett – dwarsfluit
- Roger King – toetsinstrumenten
- Laureen King – achtergrondzang
- Ferenc Kovaks – viool
- Amanda Lehmann – zang
- Jo Lehmann – zang
- Anthony Phillips – akoestisch gitaar
- Chris Squire – basgitaar (1,2)
- Christian Townsend – viool, altviool
- Rob Townsend – sopraansaxofoon

### CD2
- Steve Hackett – zang, gitaar
- Nick Beggs – basgitaar, Chapman stick
- Roger King – toetsinstrumenten
- Gary O’Toole – slagwerk
- Rob Townsend – dwarsfluit, saxofoon, fluitjes, percussie

## Muziek
| Nr. | Titel                                                   | Duur |
| --- | ------------------------------------------------------- | ---- |
| 1.  | Fire on the moon (Steve Hackett)                        | 6:11 |
| 2.  | Nomads (Steve Hackett,Jo Lehmann)                       | 4:31 |
| 3.  | Emerald and ash (Steve Hackett,King)                    | 8:59 |
| 4.  | Tubehead (Steve Hackett,King)                           | 3:36 |
| 5.  | Sleepers (Steve Hackett,King,Jo Lehmann,Nick Clabborn)  | 8:50 |
| 6.  | Ghost in the glass (Steve Hackett,King)                 | 2:59 |
| 7.  | Still waters (Steve Hackett,Jo Lehmann)                 | 4:35 |
| 8.  | Last train to Istanbul (Steve Hackett, King,Jo Lehmann) | 5:56 |

De live-cd is een greep in het verre verleden, tracks van Selling England by the pound (Firth of Fifth), Wind and Wuthering (Blood), Voyage of the acolyte (Tower) en The Lamb Lies Down On Broadway (Windshield en Broadway melody) uit de jaren ‘70 komen voorbij.  

| Nr. | Titel                                                                                    | Duur |
| --- | ---------------------------------------------------------------------------------------- | ---- |
| 1.  | Blood on the rooftops (Steve Hackett, Phil Collins)                                      |      |
| 2.  | A tower struck down (Steve Hackett)                                                      |      |
| 3.  | Firth of Fifth (Tony Banks, Phil Collins, Peter Gabriel, Steve Hackett, Mike Rutherford) |      |
| 4.  | Fly on a windshield (Banks, Collins, Gabriel, Hackett, Rutherford)                       |      |
| 5.  | Broadway melody of 1974 (Banks, Collins, Gabriel, Hackett, Rutherford)                   |      |
| 6.  | Every star in the night sky (Steve Hackett, King, Clabburn, Jo Lehmann)                  |      |